# Economat
Economat este numele dat unor magazine din România care au ca obiect principal de activitate vânzarea cu amănuntul a produselor alimentare și nealimentare de bază, la un nivel al prețului cu cel puțin 10% mai scăzut față de prețul mediu stabilit în fiecare unitate administrativ-teritorială.